# 안드레이 가워

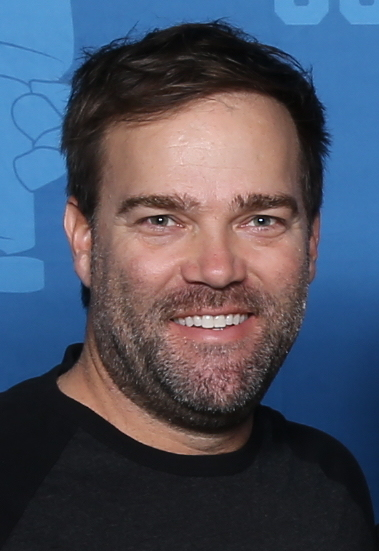

안드레이 가워(Andre Gower, 영어 발음: /ˈɑːndreɪ ˈɡaʊər/, 1973년 4월 27일 ~ )는 미국의 배우이다.
로스앤젤레스에서 태어났다.

## 출연 작품

### 영화
- 산타 옷을 입은 사나이 (1978, The Man in the Santa Claus Suit)
- 악마 군단 (1987)
- 체인지오버 (2015)  Changeover (2016)
- Wolfman's Got Nards (2018) - 연출, 제작 겸임

### 텔레비전
- 더 영 앤 더 레스트리스 (1981-82)